# Gilles Ménage
Gilles Ménage (latinizzato in Aegidius Menagius, italianizzato in Egidio Menagio; Angers, 15 agosto 1613 – Parigi, 23 luglio 1692) è stato un poeta, saggista, grammatico, critico letterario ed erudito francese, autore fra l'altro del primo dizionario etimologico della lingua italiana.

## Biografia
Figlio di Guillaume Ménage, avvocato del re ad Angers, fu uno studente brillante. La buona memoria e l'entusiasmo per gli studi lo portarono rapidamente, dopo aver seguito studi letterari e giuridici, a esercitare la professione forense ad Angers prima ancora di aver compiuto vent'anni. Nel 1632 una malattia lo spinse ad abbandonare la professione di avvocato per dedicarsi alla vita ecclesiastica. Divenne priore di Montdidier (Somme), prima di aver preso gli ordini sacri, e fu ospitato per alcuni anni a Parigi nell'abitazione del futuro Cardinal de Retz, il quale gli offrì la possibilità di dedicarsi all'attività letteraria.
Divenne intimo dei maggiori letterati del suo tempo, nonché di molti potenti (fu favorito del cardinal Mazzarino), frequentatore dei salotti alla moda nei quali sarà apprezzato per la cultura e la conversazione brillante ma sarà anche temuto per il suo spirito corrosivo. Nel 1648, dopo aver litigato col cardinale de Retz, Ménage si ritirò nel chiostro di Notre Dame de Paris dove ben presto radunò attorno a sé un cenacolo di letterati e intellettuali con i quali si riuniva settimanalmente, nella serata del mercoledì, in riunioni battezzate "Mercuriales" dallo stesso Ménage; fra i più assidui frequentatori: Jean Chapelain, Paul Pellisson, Valentin Conrart e Jean François Sarrazin. Nel 1650 divenne precettore di Marie-Madeleine Pioche de la Vergne, contessa de la Fayette, a cui rimarrà legato per il resto della sua vita.
Ebbe numerosi e vasti interessi culturali, conosceva perfettamente le lingue classiche, l'italiano e lo spagnolo, ma probabilmente disperse i propri talenti dedicandosi a campi troppo disparati. Scrisse infatti versi (Poemata, Miscellanea, Poésies composées en l'honneur du Cardinal Mazarin), testi di critica letteraria (Mescolanze sul Canzoniere del Petrarca, saggi sull'Aminta del Tasso, saggi sulle poesie di Malherbe) saggi di linguistica sulle lingue francese e italiana (ha compilato i primi dizionari etimologici della lingua francese nel 1665 e della lingua italiana nel 1669), testi di filologia classica (una edizione delle Vite dei filosofi di Diogene Laerzio), saggi in lingua latina sulla storia del diritto (Iuris civilis amoenitates), eccetera. Il suo sarcasmo gli chiuse le porte dell'Académie française, ma la sua cultura lo fece accogliere fra i soci dell'Accademia della Crusca con la quale tuttavia entrò in polemica a proposito della sua opera sull'etimologia dell'italiano: gli scritti del Ménage avrebbero dovuto confluire in un'opera diretta da Carlo Roberto Dati; ma nel 1669 Ménage, contro il parere dei cruscanti, li precedette con Origini della lingua italiana, opera dedicata tuttavia agli stessi accademici italiani. Il Magalotti lo incontrò a Parigi; nei suoi diari dice che bastava trovare il Menage perché attaccasse bottone e non la finisse più; quanto alle le sue etimologie, erano tutte indovinelli del tipo "cimento viene da saggiamentum." L'italiano forse lo sapeva, ma per prudenza evitava di parlarlo.
Ménage subì la satira di Boileau e Molière; quest'ultimo lo raffigurò nel personaggio di Vadius, il pedante erudito de Les femmes savantes.

## Scritti (elenco parziale)
- Origines de la langue française (1650, Google libri)
- Miscellanea (1652)
- Poemata latina, gallica, graeca, et italica (1656)
- Observationes et emendationes in Diogenem Laertium Paris 1663, (ristampa: London 1664, Amsterdam 1692)
- Iuris civilis amoenitates ad Ludovicum Nablaeum (1664, Google libri)
- Poésies composées en l'honneur du Cardinal Mazarin (1666)
- Origini della lingua italiana (1669 e 1685)
- Dictionnaire etymologique de la langue françoise (1650 and 1670; Google libri, ristampa del 1750))
- Les Observations de M.Ménage sur la Langue  Françoise (1672–1675 e 1676; tomo 1 e tomo 2)
- Mescolanze di Egidio Menagio (1678, Google libri)
- Aminta favola boscareccia di Torquato Tasso con le annotationi d'Egidio Menagio accademico della Crusca (1655, Google libri)
- Histoire de Sablé (1683)
- Anti-Bailet (1690)
- Historia mulierum philosopharum (1690)